# Flughafen Varkaus

i7
i11
i13
Der Flughafen Varkaus (IATA-Code: VRK, ICAO-Code: EFVR) ist der Flughafen der finnischen Stadt Varkaus. 
Der Flughafen befindet sich auf dem Gebiet der Gemeinde Joroinen, unmittelbar östlich des Ortszentrums am Ufer des Sees Joroisselkä. In das Zentrum von Varkaus sind es rund 16 km. Er wurde 1937 als Flugplatz Joroinen in Betrieb genommen und diente zunächst als Stützpunkt der finnischen Luftwaffe.
Der Flughafen wird für den Frachtverkehr der im Umland ansässigen Industrie genutzt. Früher bot die Fluggesellschaft Finncomm Airlines Passagierflüge nach Helsinki an. Momentan gibt es keine Linienflüge von bzw. nach Varkaus.